# Jan Aalmis
Jan Aalmis, oppure Johannes Aelmis (Rotterdam, 4 aprile 1674 – Rotterdam, 2 aprile 1755), è stato un pittore e ceramista olandese.

## Biografia
Jan Aalmis nacque a Rotterdam il 4 aprile 1674.
Ha lavorato a lungo per Cornelis de Berg di Delft, città famosa per la sua produzione di ceramiche, piastrelle e oggetti, sviluppatasi soprattutto nel XVII secolo, con la diffusione di un innovativo stile, denominato "ceramica di Delft", caratterizzato dalla colorazione azzurra e bianca.
In Rotterdam, la bottega di Jan Aalmis è famosa per avere dipinto pannelli di piastrelle su più larga scala.
Jan Aalmis acquistò la fabbrica detta «vasi da fiori», che venne chiusa nel 1788.
I pezzi che portano il suo nome, insieme al marchio di Cornelis de Berg, sono datati 1731 e consistono in figure, spesso in azzurro, ma occasionalmente anche in policromia, raffiguranti scene marine, paesaggi, scene amorose o bibliche, mazzi di fiori, ecc.
Jan Aalmis fu il padre del pittore, disegnatore e pittore di piastrelle Jan Aalmis il Giovane (1714-1799) e del pittore e disegnatore Johan Bartolomeus Aalmis (1723-1786).
Jan Aalmis morì a Rotterdam il 2 aprile 1755.
Jan Aalmis il Giovane realizzò mattonelle e lastre di ceramica dipinta, tra cui la lastra raffigurante Abramo che scaccia Agar e Ismaele, conservata al Victoria and Albert Museum di Londra.